# Ogerius (biskup kujawski)
Ogerius (zm. 1212 lub 1213) – biskup kujawski.

## Życiorys
Znany też jako Ogier, Oger, Ogierz, Oerius lub Hogerius. Dokładne ramy czasowe pełnienia przez niego funkcji biskupa nie są znane. Po raz pierwszy występuje w niedatowanym dokumencie wystawionym prawdopodobnie w 1206 roku. Brał udział w synodzie w Borzykowie (29 lipca 1210) i w zjeździe w Mąkolnie (24 maja 1212). Jego następca jest poświadczony od 1213. Współczesne źródła przekazały niezbyt pozytywny obraz tego biskupa. W podległych sobie włościach uciskał chłopów do tego stopnia, że masowo uciekali za Pilicę na ziemie należące do księcia Leszka Białego. Zniósł archidiakonat kruszwicki. Mimo wprowadzonego w 1197 r. celibatu duchowieństwa pozostawał w związku małżeńskim i miał przynajmniej jednego syna, który żył jeszcze w połowie XIII wieku.